# Pierre Monnet
Pour les articles homonymes, voir Monnet.
Pierre Monnet, né en 1963, est un historien français spécialiste de l'histoire de la fin du Moyen Âge.
Ses recherches portent plus particulièrement sur l'histoire du Saint-Empire romain germanique au Moyen Âge, sur les villes médiévales en Occident, sur les transferts historiographiques et méthodologiques entre la France et l'Allemagne.

## Biographie
Pierre Monnet est né en 1963 à Montreuil. Après des études secondaires au lycée Rabelais de Meudon puis Fénelon à Paris, il est reçu en 1984 à l'École normale supérieure, est agrégé d'histoire en 1987. Coopérant culturel à l'Institut français de Francfort-sur-le-Main de 1988 à 1990, c'est sur cette ville et donc en histoire germanique qu'il décide de rédiger une thèse soutenue en 1993 à l'École des hautes études en sciences sociales sous la direction de Philippe Braunstein et sous le titre Pouvoirs, affaires et parenté à la fin du Moyen Âge : les Rohrbach de Francfort, parue en 1997 à Genève. Il est nommé maître de conférences en histoire médiévale en 1994 à l'université de Bourgogne. En 1996, il rejoint en qualité de directeur-adjoint chargé des études médiévales la Mission historique française en Allemagne de Göttingen, qu'il dirige de 1999 à 2003. Il soutient en 2002 à l'université Paris 1 Panthéon-Sorbonne sous la conduite de Claude Gauvard une habilitation à diriger des recherches consacrée aux systèmes de communication, d'information et d'action extérieures des villes allemandes du XIIIe au XVe siècle. Il est nommé professeur d'histoire médiévale à l'université de Versailles-Saint-Quentin-en-Yvelines en 2003 puis élu directeur d'études à l'EHESS en 2005 où il appartient au Groupe d'anthropologie historique de l'Occident médiéval (Gahom) fondé par Jacques Le Goff. De 2007 à 2011 il a coprésidé puis présidé l'université franco-allemande. Depuis le 1er septembre 2011, il dirige l'Institut français d'histoire en Allemagne à Francfort-sur-le-Main.
De 2006 à 2012 il a participé en qualité de conseiller scientifique à la conception des trois volumes du Manuel franco-allemand d'histoire.
Avec Patrick Boucheron, Julien Loiseau et Yann Potin, il a participé à l'entreprise de L'histoire du monde au XVe siècle, Paris, Fayard, 2009.
Il reçoit en 2021 le Prix Gobert de l'Académie des inscriptions et Belles Lettres pour sa biographie de Charles IV.

## Publications
- Les Rohrbach de Francfort. Pouvoirs, affaires et parenté à l’aube de la Renaissance, Droz, 1997.
- Außenpolitik im Mittelalter, Winkler, 2002 (avec Dieter Berg et Martin Kintzinger).
- Die Gegenwart des Feudalismus, Présence du féodalisme et présent de la féodalité, The Presence of Feudalism, Vandenhoeck & Ruprecht, 2002 (avec Natalie Fryde et Otto Gerhard Oexle).
- Memoria, communitas, civitas. Mémoire et conscience urbaines en Occident à la fin du Moyen Âge, Thorbecke, 2003 (avec Hanno Brand et Martial Staub). En ligne sur perspectiva.net
- Stadt und Recht im Mittelalter. La ville et le droit au Moyen Âge, Vandenhoeck & Ruprecht, 2004 (avec Otto Gerhard Oexle).
- Villes d’Allemagne au Moyen Âge, Picard, 2004.
- Kommunikation mit dem Ich. Signaturen der Selbstzeugnisforschung an europäischen Beispielen des 12. bis 16. Jahrhunderts, Winkler Verlag, 2004 (avec Heinz-Dieter Heimann).
- Le technicien dans la cité en Europe occidentale, 1250-1650, Collections de l'École Française de Rome, 2004 (avec Mathieu Arnoux).
- Die Deutung der mittelalterlichen Gesellschaft in der Moderne, Vandenhoeck und Ruprecht, 2006 (avec Natalie Fryde, Otto Gerhard Oexle et Leszek Zygner).
- Robert Folz (1910-1996).  Ein Mittler zwischen Frankreich und Deutschland. Actes du colloque « Idée d'Empire et royauté au Moyen Âge : un regard franco-allemand sur l’œuvre de Robert Folz, Franz Steiner Verlag, 2007 (avec Franz J. Felten et Alain Saint-Denis).
- Gebrauch und Missbrauch des Mittelalters, 19.-21. Jahrhundert. Uses and Abuses of the Middle Ages : 19th-21th Century, Usages et mésusages du Moyen Âge du XIXe au XXIe siècle, Wilhelm Fink, 2009 (avec Janos Bak, Jörg Jarnut et Bernd Schneidmüller).
- Histoire du monde au XVe siècle, Paris, 2009 (avec la coordination de Yann Potin et Julien Loiseau et sous la direction de Patrick Boucheron). Édition de poche en deux volumes dans la collection Pluriel, 2012.
- La Vita de Charles IV de Bohême (1316-1378), Belles Lettres, 2010 (avec Jean-Claude Schmitt)
- Les autobiographies souveraines de l’Antiquité aux Temps Modernes. Orient et Occident, Publications de la Sorbonne, 2012 (avec Jean-Claude Schmitt).
- Charles IV: Un empereur en Europe , Fayard, 2020,  (ISBN 978-2213699233).

## Distinctions
- Officier de l'ordre national du Mérite Il a été promu officier par décret du 13 mai 2016[2]. Il est chevalier du 14 novembre 2006.
- Chevalier de l'ordre des Palmes académiques depuis le 18 décembre 2002.
- Croix d'officier de l'ordre du Mérite depuis le 25 juin 2015 (Allemagne).